# Maubec (Tarn-et-Garonne)
Maubec é uma comuna francesa na região administrativa de Occitânia, no departamento de Tarn-et-Garonne. Estende-se por uma área de 12,73 km². Em 2010 a comuna tinha 137 habitantes (densidade: 10,8 hab./km²).